# Lighthouse: The Dark Being
Pour les articles homonymes, voir Lighthouse.
Lighthouse: The Dark Being est un jeu vidéo d'aventure sorti en 1996 ; développé et édité par Sierra On-Line, il fonctionne sur PC (DOS, Windows) et Macintosh. Le joueur incarne un écrivain à l'identité inconnue, qui part secourir son voisin piégé dans un univers parallèle à la suite d'étranges expériences.

## Synopsis

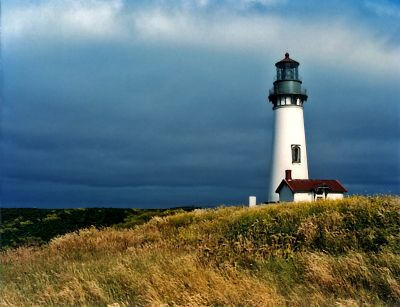
Phare de Yaquina Head (Oregon), qui ressemble à celui où tout commence.

L'action se déroule en 1996. Le joueur incarne un écrivain parti rechercher un peu de solitude sur la côte de l'Oregon (aux États-Unis) afin de pouvoir se concentrer sur son prochain livre. Et effectivement, l'endroit se prête à la vie en solitaire : après quelques mois, l'écrivain n'a sympathisé qu'avec son voisin, le scientifique Jeremiah Krick, un homme plutôt excentrique qui vit dans un phare avec son bébé, Amanda.
La partie commence en pleine nuit : alors qu'une tempête secoue la côte, le joueur voit par sa fenêtre un éclair frapper le phare où habite son voisin, puis un feu de Saint-Elme illuminer le sommet de la tour. Sur le répondeur, un message angoissé de Krick le conjure de venir veiller sur sa petite fille, qui restera seule car il doit absolument partir pour éviter quelque chose de terrible.
Là-bas, le joueur trouve Amanda abandonnée dans son lit à barreaux. La découverte du journal du scientifique permet de comprendre que l'énergie électrique d'un éclair, canalisée via une lentille de Fresnel, sert à relier deux mondes distants en suivant des théories physiques développées à partir de l'univers de Gödel : deux points de l'espace peuvent être mis en contact comme deux points sur une feuille rapprochés par pliage.

« La théorie de Gödel est basée sur un groupe de mouvements de type Bianchi VIII, dans lesquels les variétés de mouvements invariables sont des hypersurfaces à trois dimensions contenant le zéro nul et des lignes de temps. »

— Journal de Jeremiah Krick (12 avril 1996).
Soudain, des pleurs retentissent. De retour dans la chambre du nourrisson, le joueur voit un étrange humanoïde couleur ébène, au corps filiforme couvert de tatouages géométriques, enlever le bébé et franchir un portail lumineux (à ce moment, le joueur peut se précipiter derrière la créature ou rester explorer les lieux). La Terre et l'autre monde sont menacés par l'Être noir, qui sait désormais passer d'un univers à un autre ; pour contrecarrer ses plans et sauver le professeur Krick et sa fille, le joueur doit explorer cet autre monde pour y retrouver les sept pièces d'une arme appelée « canon ionisant ».

## Système de jeu
Le système de jeu est comparable à celui qui rendit célèbre le jeu Myst : le joueur voit à travers les yeux du personnage (vue à la première personne), et les décors sont constitués de successions de tableaux subtilement animés et sonorisés (flammes et crépitements d'un feu, bruits de planches qui craquent, vaguelettes sur l'eau, mobile tintant au vent, etc.) ; parfois une scène cinématique s'intercale entre deux actions. Le jeu se contrôle entièrement à la souris : le curseur se transforme en flèche quand un mouvement est possible, et sa forme indique la direction à suivre. En bas de l'écran, un inventaire permet de stocker les objets découverts au cours de l'aventure ; ces objets, à n'utiliser que dans des situations précises, peuvent parfois être combinés en quelque chose de plus complexe. Il n'y a aucun dialogue.
Beaucoup d'énigmes consistent à comprendre le mode d'emploi d'étranges machines, qu'il faut arriver à faire fonctionner pour progresser. Une partie ne se déroule pas de façon linéaire, car le joueur jouit d'une grande liberté de déplacement.

## Accueil
À sa sortie, le jeu est apprécié pour son ambiance et ses graphismes superbes, mais est considéré comme difficile. Ainsi, Rebecca Anderson écrit sur GameSpot : « Bien que la magnifique qualité graphique de Lighthouse augmente le niveau de référence des jeux d'aventure, le jeu pourrait s'avérer au-delà des aptitudes du public que Myst a enchanté ». Cette opinion est confirmée par d'autres critiques : Michael House (AllGame) trouve les graphismes époustouflants, mais déclare que « L'aventure est un incroyable challenge, mais trop complexe pour le joueur novice » ; sur Adventure Gamers, Heidi Fournier résume son test en écrivant : « Amusant et séduisant, mais à éviter si vous détestez les labyrinthes ».